# Campionatul European de Handbal Feminin din 2020 - Calificările
Această pagină descrie procesul de calificare pentru Campionatul European de Handbal Feminin din 2020.

## Sistemul calificărilor
Tragerea la sorți a grupelor de calificare la Campionatul European din 2020 s-a desfășurat la hotelul Scandinavic din Copenhaga, Danemarca, pe 4 aprilie 2019. Danemarca și Norvegia, ca țări gazde, s-au calificat direct.
În afara Danemarcei și Norvegiei, alte 31 de echipe au fost înregistrate să participe și să concureze pentru 14 locuri la turneul final în două faze distincte de calificări. Câștigătoarea fazei 1 a avansat în faza a 2-a și s-a alăturat celor 27 de echipe distribuite direct în această rundă. În faza a 2-a, cele 28 de selecționate au fost împărțite în șapte grupe de câte patru echipe. Primele două formații din fiecare grupă urmau să se califice la turneul final. 
Tragerea la sorți a fost transmisă în direct pe pagina de Facebook a Campionatului European și pe canalul oficial YouTube al EHF.

## Faza 1 de calificări
În această fază au participat patru echipe naționale cel mai slab cotate din punctul de vedere al coeficienților EHF. Ele au fost distribuite într-o grupă, iar meciurile s-au disputat într-o întrecere de tip turneu, între 31 mai și 2 iunie 2019. Grecia a primit dreptul de organizare a fazei 1 de calificări prin tragerea la sorți efectuată pe 20 martie 2019, la sediul EHF din Viena, Austria. Ca urmare a celor trei victorii din această fază de calificare, Grecia a avansat în faza a 2-a.

### Grupa
| Echipa    | M | V | E | Î | GM | GP | G   | Pct |
| --------- | - | - | - | - | -- | -- | --- | --- |
| Grecia    | 3 | 3 | 0 | 0 | 86 | 49 | +37 | 6   |
| Israel    | 3 | 1 | 1 | 1 | 80 | 78 | +2  | 3   |
| Luxemburg | 3 | 1 | 0 | 2 | 65 | 84 | −19 | 2   |
| Finlanda  | 3 | 0 | 1 | 2 | 64 | 84 | −20 | 1   |

| 31 mai 2019 16:00 | Finlanda | 24 − 27 | Luxemburg | Sala Filippio, Veria Asistență: 200 Arbitri: Mitrović, Kažanegra |
| 31 mai 2019 16:00 | Hilli 7  | (13−18) | Welter 8  | Sala Filippio, Veria Asistență: 200 Arbitri: Mitrović, Kažanegra |
| 31 mai 2019 16:00 | 4× 2×    | Cronica | 2× 1×     | Sala Filippio, Veria Asistență: 200 Arbitri: Mitrović, Kažanegra |

| 31 mai 2019 18:30 | Israel   | 21 − 28 | Grecia     | Sala Filippio, Veria Asistență: 500 Arbitri: Rakitina, Tkaciuk |
| 31 mai 2019 18:30 | Vakrat 6 | (12−11) | Tsàkalou 8 | Sala Filippio, Veria Asistență: 500 Arbitri: Rakitina, Tkaciuk |
| 31 mai 2019 18:30 | 6× 1×    | Cronica | 2×         | Sala Filippio, Veria Asistență: 500 Arbitri: Rakitina, Tkaciuk |

| 1 iunie 2019 16:00 | Luxemburg | 24 − 33 | Israel    | Sala Filippio, Veria Asistență: 200 Arbitri: Rakitina, Tkaciuk |
| 1 iunie 2019 16:00 | Wirtz 10  | (9−17)  | Vakrat 10 | Sala Filippio, Veria Asistență: 200 Arbitri: Rakitina, Tkaciuk |
| 1 iunie 2019 16:00 | 3× 2×     | Cronica | 2× 3×     | Sala Filippio, Veria Asistență: 200 Arbitri: Rakitina, Tkaciuk |

| 1 iunie 2019 18:00 | Grecia     | 31 − 14 | Finlanda | Sala Filippio, Veria Asistență: 750 Arbitri: Mitrović, Kažanegra |
| 1 iunie 2019 18:00 | Tsàkalou 6 | (17−6)  | Kulju 3  | Sala Filippio, Veria Asistență: 750 Arbitri: Mitrović, Kažanegra |
| 1 iunie 2019 18:00 | 5×         | Cronica | 3× 1×    | Sala Filippio, Veria Asistență: 750 Arbitri: Mitrović, Kažanegra |

| 2 iunie 2019 15:00 | Israel    | 26 − 26 | Finlanda   | Sala Filippio, Veria Asistență: 150 Arbitri: Mitrović, Kažanegra |
| 2 iunie 2019 15:00 | Vakrat 12 | (17−10) | Lindholm 7 | Sala Filippio, Veria Asistență: 150 Arbitri: Mitrović, Kažanegra |
| 2 iunie 2019 15:00 | 4× 1×     | Cronica | 3× 2×      | Sala Filippio, Veria Asistență: 150 Arbitri: Mitrović, Kažanegra |

| 2 iunie 2019 17:30 | Grecia              | 27 − 14 | Luxemburg | Sala Filippio, Veria Asistență: 600 Arbitri: Rakitina, Tkaciuk |
| 2 iunie 2019 17:30 | Mournou, Tsàkalou 5 | (14−5)  | Wirtz 5   | Sala Filippio, Veria Asistență: 600 Arbitri: Rakitina, Tkaciuk |
| 2 iunie 2019 17:30 | 5× 1×               | Cronica | 5× 2×     | Sala Filippio, Veria Asistență: 600 Arbitri: Rakitina, Tkaciuk |

## Faza a 2-a de calificări

### Distribuția în urnele valorice
Pe 14 martie 2019, Federația Europeană de Handbal a anunțat distribuția echipelor în urnele valorice, conform coeficienților EHF. Aceasta a fost următoarea:
| Urna 1                                                                    | Urna a 2-a                                                       | Urna a 3-a                                                                   | Urna a 4-a                                                                                          |
| ------------------------------------------------------------------------- | ---------------------------------------------------------------- | ---------------------------------------------------------------------------- | --------------------------------------------------------------------------------------------------- |
| Franța · Țările de Jos · Rusia · Suedia · România · Muntenegru · Germania | Serbia · Cehia · Ungaria · Spania · Slovenia · Polonia · Croația | Austria · Belarus · Slovacia · Turcia · Macedonia de Nord · Ucraina · Italia | Elveția · Islanda · Portugalia · Lituania · Insulele Feroe · Kosovo[a] · Grecia (Câștigătoarea FC1) |

### Legendă pentru modalitatea de calificare
|  | Echipe calificate la Turneul final |
|  | Echipe necalificate                |

Tragerea la sorți a grupelor a avut loc la hotelul Scandinavic din Copenhaga, Danemarca, pe 4 aprilie 2019, de la ora locală 18:00. Extragerea a fost efectuată de patru handbaliste invitate la eveniment de către EHF: extrema dreaptă Trine Østergaard din Danemarca, pivotul Linn Blohm din Suedia, extrema stângă Sanna Solberg din Norvegia și extrema dreaptă Debbie Bont din Olanda. În urma tragerii la sorți de la Copenhaga au rezultat grupele de calificare de mai jos.
Pe 13 martie 2020, Federația Europeană de Handbal a anunțat că partidele programate între 25 și 29 martie nu se vor desfășura, din cauza răspândirii coronavirusului COVID-19 în Europa.
Pe 25 martie, EHF a anunțat că nici un meci nu va avea loc mai devreme de luna iunie din cauza pandemiei de coronaviroză. Etapele 3−6 ar fi urmat să fie jucate într-o singură sală, în interval de o săptămână. Pe 24 aprilie 2020, Federația Europeană de Handbal a anunțat că aceste etape au fost anulate, iar la Campionatul European din 2020 se vor califica direct echipele care au participat la ediția anterioară a competiției, în ordinea clasamentului final.

### Grupa 1
| Echipa        | M | V | E | Î | GM | GP | G   | Pct |
| ------------- | - | - | - | - | -- | -- | --- | --- |
| Țările de Jos | 2 | 2 | 0 | 0 | 75 | 42 | +33 | 4   |
| Spania        | 2 | 2 | 0 | 0 | 61 | 40 | +21 | 4   |
| Austria       | 2 | 0 | 0 | 2 | 46 | 60 | −14 | 0   |
| Grecia        | 2 | 0 | 0 | 2 | 36 | 76 | −40 | 0   |

| 26 septembrie 2019 19:30 | Țările de Jos             | 32 − 24 | Austria | Indoor-Sportcentrum, Eindhoven Asistență: 5.000 Arbitri: Stokes, Bartlett |
| 26 septembrie 2019 19:30 | Dulfer, Van de Wetering 6 | (13−13) | Frey 8  | Indoor-Sportcentrum, Eindhoven Asistență: 5.000 Arbitri: Stokes, Bartlett |
| 26 septembrie 2019 19:30 | 2×                        | Cronica | 5× 1×   | Indoor-Sportcentrum, Eindhoven Asistență: 5.000 Arbitri: Stokes, Bartlett |

| 26 septembrie 2019 20:30 | Spania           | 33 − 18 | Grecia    | Palacio Municipal Juegos Mediterráneos, Almería Asistență: 3.310 Arbitri: Rauchs, Linster |
| 26 septembrie 2019 20:30 | Cabral Barbosa 6 | (15−9)  | Mastaka 5 | Palacio Municipal Juegos Mediterráneos, Almería Asistență: 3.310 Arbitri: Rauchs, Linster |
| 26 septembrie 2019 20:30 | 3× 2×            | Cronica | 2×        | Palacio Municipal Juegos Mediterráneos, Almería Asistență: 3.310 Arbitri: Rauchs, Linster |

| 29 septembrie 2019 17:00 | Grecia     | 18 − 43 | Țările de Jos    | Centrul Sportiv Municipal Lefkovrisi, Kozani Asistență: 700 Arbitri: Simone, Monitillo |
| 29 septembrie 2019 17:00 | Tsàkalou 9 | (13−21) | trei jucătoare 5 | Centrul Sportiv Municipal Lefkovrisi, Kozani Asistență: 700 Arbitri: Simone, Monitillo |
| 29 septembrie 2019 17:00 | 3× 1×      | Cronica | 2×               | Centrul Sportiv Municipal Lefkovrisi, Kozani Asistență: 700 Arbitri: Simone, Monitillo |

| 29 septembrie 2019 20:25 | Austria        | 22 − 28 | Spania      | BSFZ Südstadt, Maria Enzersdorf Asistență: 800 Arbitri: Lončar, Lončar |
| 29 septembrie 2019 20:25 | Frey, Kovács 7 | (8−14)  | Rodríguez 6 | BSFZ Südstadt, Maria Enzersdorf Asistență: 800 Arbitri: Lončar, Lončar |
| 29 septembrie 2019 20:25 | 2× 1×          | Cronica | 4× 1×       | BSFZ Südstadt, Maria Enzersdorf Asistență: 800 Arbitri: Lončar, Lončar |

|  | Spania  | Anulat | Țările de Jos | Pabellón Fernando Argüelles, Antequera |
|  | Cronica |        |               | Pabellón Fernando Argüelles, Antequera |
|  |         |        |               | Pabellón Fernando Argüelles, Antequera |

|  | Grecia  | Anulat | Austria | Centrul Sportiv Municipal Lefkovrisi, Kozani |
|  | Cronica |        |         | Centrul Sportiv Municipal Lefkovrisi, Kozani |
|  |         |        |         | Centrul Sportiv Municipal Lefkovrisi, Kozani |

|  | Austria | Anulat | Grecia | Spielsporthalle Schendlingen, Bregenz |
|  | Cronica |        |        | Spielsporthalle Schendlingen, Bregenz |
|  |         |        |        | Spielsporthalle Schendlingen, Bregenz |

|  | Țările de Jos | Anulat | Spania | Rotterdam Ahoy, Rotterdam |
|  | Cronica       |        |        | Rotterdam Ahoy, Rotterdam |
|  |               |        |        | Rotterdam Ahoy, Rotterdam |

|  | Grecia  | Anulat | Spania |  |
|  | Cronica |        |        |  |
|  |         |        |        |  |

|  | Austria | Anulat | Țările de Jos | BSFZ Südstadt, Maria Enzersdorf |
|  | Cronica |        |               | BSFZ Südstadt, Maria Enzersdorf |
|  |         |        |               | BSFZ Südstadt, Maria Enzersdorf |

|  | Țările de Jos | Anulat | Grecia | Indoor-Sportcentrum, Eindhoven |
|  | Cronica       |        |        | Indoor-Sportcentrum, Eindhoven |
|  |               |        |        | Indoor-Sportcentrum, Eindhoven |

|  | Spania  | Anulat | Austria |  |
|  | Cronica |        |         |  |
|  |         |        |         |  |

### Grupa a 2-a
| Echipa     | M | V | E | Î | GM | GP | G   | Pct |
| ---------- | - | - | - | - | -- | -- | --- | --- |
| Ungaria    | 2 | 2 | 0 | 0 | 63 | 29 | +34 | 4   |
| Muntenegru | 2 | 2 | 0 | 0 | 73 | 41 | +32 | 4   |
| Lituania   | 2 | 0 | 0 | 2 | 43 | 65 | −22 | 0   |
| Italia     | 2 | 0 | 0 | 2 | 27 | 71 | −44 | 0   |

| 25 septembrie 2019 18:00 | Muntenegru  | 41 − 17 | Italia       | Sportski centar Ada, Pljevlja Asistență: 2.360 Arbitri: Mertinian, Syrepisios |
| 25 septembrie 2019 18:00 | Radičević 9 | (20−9)  | Manojlović 5 | Sportski centar Ada, Pljevlja Asistență: 2.360 Arbitri: Mertinian, Syrepisios |
| 25 septembrie 2019 18:00 | 4× 2×       | Cronica | 3× 2×        | Sportski centar Ada, Pljevlja Asistență: 2.360 Arbitri: Mertinian, Syrepisios |

| 25 septembrie 2019 19:00 | Ungaria   | 33 − 19 | Lituania         | ÉRD Aréna, Érd Asistență: 1.900 Arbitri: Harabagiu, Stănescu |
| 25 septembrie 2019 19:00 | Klujber 9 | (16−12) | Kavaliauskaitė 9 | ÉRD Aréna, Érd Asistență: 1.900 Arbitri: Harabagiu, Stănescu |
| 25 septembrie 2019 19:00 | 6× 2×     | Cronica | 5× 3×            | ÉRD Aréna, Érd Asistență: 1.900 Arbitri: Harabagiu, Stănescu |

| 29 septembrie 2019 16:00 | Lituania          | 24 − 32 | Muntenegru | Švyturio Arena, Klaipėda Asistență: 500 Arbitri: Pétursson, Þrastarson |
| 29 septembrie 2019 16:00 | Kavaliauskaitė 11 | (14−20) | Jauković 9 | Švyturio Arena, Klaipėda Asistență: 500 Arbitri: Pétursson, Þrastarson |
| 29 septembrie 2019 16:00 | 4× 2×             | Cronica | 6× 2× 1×   | Švyturio Arena, Klaipėda Asistență: 500 Arbitri: Pétursson, Þrastarson |

| 29 septembrie 2019 17:00 | Italia      | 10 − 30 | Ungaria   | Palazzetto dello Sport Bella Italia, Lignano Sabbiadoro Asistență: 800 Arbitri: Beulakker, Gilis |
| 29 septembrie 2019 17:00 | Bassanese 3 | (4−16)  | Klujber 8 | Palazzetto dello Sport Bella Italia, Lignano Sabbiadoro Asistență: 800 Arbitri: Beulakker, Gilis |
| 29 septembrie 2019 17:00 | 5× 1×       | Cronica | 1×        | Palazzetto dello Sport Bella Italia, Lignano Sabbiadoro Asistență: 800 Arbitri: Beulakker, Gilis |

|  | Ungaria | Anulat | Muntenegru | ÉRDARÉNA, Érd |
|  | Cronica |        |            | ÉRDARÉNA, Érd |
|  |         |        |            | ÉRDARÉNA, Érd |

|  | Lituania | Anulat | Italia | Alytaus Arena, Alytus |
|  | Cronica  |        |        | Alytaus Arena, Alytus |
|  |          |        |        | Alytaus Arena, Alytus |

|  | Muntenegru | Anulat | Ungaria | JP Sportski centar Nikšić, Nikšić |
|  | Cronica    |        |         | JP Sportski centar Nikšić, Nikšić |
|  |            |        |         | JP Sportski centar Nikšić, Nikšić |

|  | Italia  | Anulat | Lituania | Pala San Nicolò, Teramo |
|  | Cronica |        |          | Pala San Nicolò, Teramo |
|  |         |        |          | Pala San Nicolò, Teramo |

|  | Lituania | Anulat | Ungaria |  |
|  | Cronica  |        |         |  |
|  |          |        |         |  |

|  | Italia  | Anulat | Muntenegru | Palageorge, Montichiari |
|  | Cronica |        |            | Palageorge, Montichiari |
|  |         |        |            | Palageorge, Montichiari |

|  | Muntenegru | Anulat | Lituania |  |
|  | Cronica    |        |          |  |
|  |            |        |          |  |

|  | Ungaria | Anulat | Italia |  |
|  | Cronica |        |        |  |
|  |         |        |        |  |

### Grupa a 3-a
| Echipa    | M | V | E | Î | GM | GP | G   | Pct |
| --------- | - | - | - | - | -- | -- | --- | --- |
| Germania  | 2 | 2 | 0 | 0 | 74 | 45 | +29 | 4   |
| Slovenia  | 2 | 2 | 0 | 0 | 63 | 52 | +11 | 4   |
| Belarus   | 2 | 0 | 0 | 2 | 59 | 71 | −12 | 0   |
| Kosovo[a] | 2 | 0 | 0 | 2 | 38 | 66 | −28 | 0   |

| 25 septembrie 2019 18:45 | Germania               | 40 − 30 | Belarus  | HUK Coburg Arena, Coburg Asistență: 1.837 Arbitri: Sa, Sa |
| 25 septembrie 2019 18:45 | Bölk, Naidzinavicius 6 | (20−14) | Koțina 7 | HUK Coburg Arena, Coburg Asistență: 1.837 Arbitri: Sa, Sa |
| 25 septembrie 2019 18:45 | 5× 2×                  | Cronica | 3× 2×    | HUK Coburg Arena, Coburg Asistență: 1.837 Arbitri: Sa, Sa |

| 26 septembrie 2019 18:00 | Slovenia       | 32 − 23 | Kosovo  | Športna dvorana Ljudski vrt „Lukna”, Maribor Asistență: 600 Arbitri: Duplîi, Tkaciuk |
| 26 septembrie 2019 18:00 | Pišek, Vučko 6 | (16−10) | Arifi 8 | Športna dvorana Ljudski vrt „Lukna”, Maribor Asistență: 600 Arbitri: Duplîi, Tkaciuk |
| 26 septembrie 2019 18:00 | 3× 2×          | Cronica | 4× 1×   | Športna dvorana Ljudski vrt „Lukna”, Maribor Asistență: 600 Arbitri: Duplîi, Tkaciuk |

| 29 septembrie 2019 15:30 | Belarus    | 29 − 31 | Slovenia | Palatul Sporturilor, Minsk Asistență: 2.000 Arbitri: Ivanović, Vujisić |
| 29 septembrie 2019 15:30 | Iejikova 7 | (13−18) | Gros 11  | Palatul Sporturilor, Minsk Asistență: 2.000 Arbitri: Ivanović, Vujisić |
| 29 septembrie 2019 15:30 | 3× 2×      | Cronica | 3× 1×    | Palatul Sporturilor, Minsk Asistență: 2.000 Arbitri: Ivanović, Vujisić |

| 29 septembrie 2019 19:15 | Kosovo   | 15 − 34 | Germania     | Pallati i Rinise, Kulturës dhe Sportëve, Priștina Asistență: 755 Arbitri: Iovcev, Ioncev |
| 29 septembrie 2019 19:15 | Demaj 10 | (8−14)  | Minevskaja 7 | Pallati i Rinise, Kulturës dhe Sportëve, Priștina Asistență: 755 Arbitri: Iovcev, Ioncev |
| 29 septembrie 2019 19:15 | 5× 1×    | Cronica | 3×           | Pallati i Rinise, Kulturës dhe Sportëve, Priștina Asistență: 755 Arbitri: Iovcev, Ioncev |

|  | Slovenia | Anulat | Germania | Dvorana Golovec, Celje |
|  | Cronica  |        |          | Dvorana Golovec, Celje |
|  |          |        |          | Dvorana Golovec, Celje |

|  | Kosovo  | Anulat | Belarus | Pallati i Rinise dhe Sporteve, Priștina |
|  | Cronica |        |         | Pallati i Rinise dhe Sporteve, Priștina |
|  |         |        |         | Pallati i Rinise dhe Sporteve, Priștina |

|  | Belarus | Anulat | Kosovo | Palatul Sporturilor „Urucie”, Minsk |
|  | Cronica |        |        | Palatul Sporturilor „Urucie”, Minsk |
|  |         |        |        | Palatul Sporturilor „Urucie”, Minsk |

|  | Germania | Anulat | Slovenia | EgeTrans Arena, Bietigheim-Bissingen |
|  | Cronica  |        |          | EgeTrans Arena, Bietigheim-Bissingen |
|  |          |        |          | EgeTrans Arena, Bietigheim-Bissingen |

|  | Belarus | Anulat | Germania | Palatul Sporturilor „Urucie”, Minsk |
|  | Cronica |        |          | Palatul Sporturilor „Urucie”, Minsk |
|  |         |        |          | Palatul Sporturilor „Urucie”, Minsk |

|  | Kosovo  | Anulat | Slovenia | Pallati i Rinise dhe Sporteve, Priștina |
|  | Cronica |        |          | Pallati i Rinise dhe Sporteve, Priștina |
|  |         |        |          | Pallati i Rinise dhe Sporteve, Priștina |

|  | Germania | Anulat | Kosovo | SCHWALBE Arena, Gummersbach |
|  | Cronica  |        |        | SCHWALBE Arena, Gummersbach |
|  |          |        |        | SCHWALBE Arena, Gummersbach |

| 16:00 | Slovenia | Anulat | Belarus | Dvorana Golovec, Celje |
| 16:00 | Cronica  |        |         | Dvorana Golovec, Celje |
| 16:00 |          |        |         | Dvorana Golovec, Celje |

### Grupa a 4-a
| Echipa   | M | V | E | Î | GM | GP | G   | Pct |
| -------- | - | - | - | - | -- | -- | --- | --- |
| Rusia    | 2 | 2 | 0 | 0 | 69 | 41 | +28 | 4   |
| Serbia   | 2 | 2 | 0 | 0 | 62 | 49 | +13 | 4   |
| Slovacia | 2 | 0 | 0 | 2 | 41 | 61 | −20 | 0   |
| Elveția  | 2 | 0 | 0 | 2 | 49 | 70 | −21 | 0   |

| 25 septembrie 2019 18:00 | Serbia      | 35 − 23 | Elveția       | Nova sportska dvorana, Kraljevo Asistență: 2.000 Arbitri: Backović, Palačković |
| 25 septembrie 2019 18:00 | Pop-Lazić 7 | (17−11) | Frey, Hodel 5 | Nova sportska dvorana, Kraljevo Asistență: 2.000 Arbitri: Backović, Palačković |
| 25 septembrie 2019 18:00 | 3× 1×       | Cronica | 4× 2×         | Nova sportska dvorana, Kraljevo Asistență: 2.000 Arbitri: Backović, Palačković |

| 25 septembrie 2019 19:30 | Rusia       | 34 − 15 | Slovacia    | Palatul Sporturilor „Rostov Don”, Rostov-pe-Don Asistență: 2.956 Arbitri: Praštalo, Balvan |
| 25 septembrie 2019 19:30 | Viahireva 8 | (17−10) | Rajnohová 5 | Palatul Sporturilor „Rostov Don”, Rostov-pe-Don Asistență: 2.956 Arbitri: Praštalo, Balvan |
| 25 septembrie 2019 19:30 | 1× 2×       | Cronica | 1× 2×       | Palatul Sporturilor „Rostov Don”, Rostov-pe-Don Asistență: 2.956 Arbitri: Praštalo, Balvan |

| 29 septembrie 2019 17:00 | Elveția  | 26 − 35 | Rusia       | Mobiliar Arena, Gümligen Asistență: 934 Arbitri: Bojinovski, Nacevski |
| 29 septembrie 2019 17:00 | Kündig 7 | (13−15) | Viahireva 7 | Mobiliar Arena, Gümligen Asistență: 934 Arbitri: Bojinovski, Nacevski |
| 29 septembrie 2019 17:00 | 8× 1×    | Cronica | 6× 2×       | Mobiliar Arena, Gümligen Asistență: 934 Arbitri: Bojinovski, Nacevski |

| 29 septembrie 2019 17:00 | Slovacia    | 26 − 27 | Serbia                   | Športová hala na Zábraní, Hlohovec Asistență: 1.184 Arbitri: Doicinov, Gorețov |
| 29 septembrie 2019 17:00 | Bíziková 11 | (11−10) | Pop-Lazić, Stoiljković 7 | Športová hala na Zábraní, Hlohovec Asistență: 1.184 Arbitri: Doicinov, Gorețov |
| 29 septembrie 2019 17:00 | 5× 2×       | Cronica | 2×                       | Športová hala na Zábraní, Hlohovec Asistență: 1.184 Arbitri: Doicinov, Gorețov |

|  | Serbia  | Anulat | Rusia | Kristalna Dvorana, Zrenjanin |
|  | Cronica |        |       | Kristalna Dvorana, Zrenjanin |
|  |         |        |       | Kristalna Dvorana, Zrenjanin |

|  | Elveția | Anulat | Slovacia | Sporthalle Kreuzbleiche, St. Gallen |
|  | Cronica |        |          | Sporthalle Kreuzbleiche, St. Gallen |
|  |         |        |          | Sporthalle Kreuzbleiche, St. Gallen |

|  | Rusia   | Anulat | Serbia | Basket-Holl, Krasnodar |
|  | Cronica |        |        | Basket-Holl, Krasnodar |
|  |         |        |        | Basket-Holl, Krasnodar |

|  | Slovacia | Anulat | Elveția | Mestská Športová Hala, Šaľa |
|  | Cronica  |        |         | Mestská Športová Hala, Šaľa |
|  |          |        |         | Mestská Športová Hala, Šaľa |

|  | Slovacia | Anulat | Rusia | Chemkostav Aréna, Michalovce |
|  | Cronica  |        |       | Chemkostav Aréna, Michalovce |
|  |          |        |       | Chemkostav Aréna, Michalovce |

|  | Elveția | Anulat | Serbia | Win4 Arena, Winterthur |
|  | Cronica |        |        | Win4 Arena, Winterthur |
|  |         |        |        | Win4 Arena, Winterthur |

|  | Serbia  | Anulat | Slovacia | Kristalna Dvorana, Zrenjanin |
|  | Cronica |        |          | Kristalna Dvorana, Zrenjanin |
|  |         |        |          | Kristalna Dvorana, Zrenjanin |

|  | Rusia   | Anulat | Elveția | Palatul Sporturilor „Dinamo”, Moscova |
|  | Cronica |        |         | Palatul Sporturilor „Dinamo”, Moscova |
|  |         |        |         | Palatul Sporturilor „Dinamo”, Moscova |

### Grupa a 5-a
| Echipa            | M | V | E | Î | GM | GP | G   | Pct |
| ----------------- | - | - | - | - | -- | -- | --- | --- |
| Suedia            | 2 | 2 | 0 | 0 | 73 | 45 | +28 | 4   |
| Cehia             | 2 | 2 | 0 | 0 | 68 | 49 | +19 | 4   |
| Macedonia de Nord | 2 | 0 | 0 | 2 | 55 | 72 | −17 | 0   |
| Portugalia        | 2 | 0 | 0 | 2 | 39 | 69 | −30 | 0   |

| 25 septembrie 2019 20:15 | Cehia                      | 31 − 20 | Portugalia       | Sportovní hala UP, Olomouc Asistență: 700 Arbitri: Loșak, Șaibakov |
| 25 septembrie 2019 20:15 | Jeřábková, Malá, Zachová 5 | (13−11) | Lopes, Resende 4 | Sportovní hala UP, Olomouc Asistență: 700 Arbitri: Loșak, Șaibakov |
| 25 septembrie 2019 20:15 | 3× 2×                      | Cronica | 5× 2×            | Sportovní hala UP, Olomouc Asistență: 700 Arbitri: Loșak, Șaibakov |

| 26 septembrie 2019 19:00 | Suedia   | 35 − 26 | Macedonia de Nord | Nyköpings Arenor, Nyköping Asistență: 1.815 Arbitri: Kull, Tint |
| 26 septembrie 2019 19:00 | Petrén 7 | (20−13) | Ristovska 5       | Nyköpings Arenor, Nyköping Asistență: 1.815 Arbitri: Kull, Tint |
| 26 septembrie 2019 19:00 | 2×       | Cronica | 2× 1×             | Nyköpings Arenor, Nyköping Asistență: 1.815 Arbitri: Kull, Tint |

| 28 septembrie 2019 16:30 | Portugalia | 19 − 38 | Suedia            | Pavilhão Municipal, Tondela Asistență: 900 Arbitri: Fremstad, Pedersen |
| 28 septembrie 2019 16:30 | Lopes 5    | (7−15)  | Hagman, Lundström | Pavilhão Municipal, Tondela Asistență: 900 Arbitri: Fremstad, Pedersen |
| 28 septembrie 2019 16:30 | 3× 1×      | Cronica | 6× 1×             | Pavilhão Municipal, Tondela Asistență: 900 Arbitri: Fremstad, Pedersen |

| 28 septembrie 2019 18:00 | Macedonia de Nord | 29 − 37 | Cehia        | Centrul Sportiv Boris Trajkovski, Skopje Asistență: 500 Arbitri: Bytyqi, Kasapi |
| 28 septembrie 2019 18:00 | Livrinikj 12      | (14−14) | Satrapová 11 | Centrul Sportiv Boris Trajkovski, Skopje Asistență: 500 Arbitri: Bytyqi, Kasapi |
| 28 septembrie 2019 18:00 | 2×                | Cronica | 3× 2×        | Centrul Sportiv Boris Trajkovski, Skopje Asistență: 500 Arbitri: Bytyqi, Kasapi |

|  | Cehia   | Anulat | Suedia | Hala Zubří, o.p.s., Zubří |
|  | Cronica |        |        | Hala Zubří, o.p.s., Zubří |
|  |         |        |        | Hala Zubří, o.p.s., Zubří |

|  | Portugalia | Anulat | Macedonia de Nord | Pavilhão Municipal de Tondela, Tondela |
|  | Cronica    |        |                   | Pavilhão Municipal de Tondela, Tondela |
|  |            |        |                   | Pavilhão Municipal de Tondela, Tondela |

|  | Suedia  | Anulat | Cehia | Arena Skövde, Skövde |
|  | Cronica |        |       | Arena Skövde, Skövde |
|  |         |        |       | Arena Skövde, Skövde |

|  | Macedonia de Nord | Anulat | Portugalia | Centrul Sportiv Boris Trajkovski, Skopje |
|  | Cronica           |        |            | Centrul Sportiv Boris Trajkovski, Skopje |
|  |                   |        |            | Centrul Sportiv Boris Trajkovski, Skopje |

|  | Macedonia de Nord | Anulat | Suedia | Centrul Sportiv Boris Trajkovski, Skopje |
|  | Cronica           |        |        | Centrul Sportiv Boris Trajkovski, Skopje |
|  |                   |        |        | Centrul Sportiv Boris Trajkovski, Skopje |

|  | Portugalia | Anulat | Cehia | Pavilhão dos Desportos Carlos Pinhão, Serpa |
|  | Cronica    |        |       | Pavilhão dos Desportos Carlos Pinhão, Serpa |
|  |            |        |       | Pavilhão dos Desportos Carlos Pinhão, Serpa |

|  | Suedia  | Anulat | Portugalia | IFU Arena, Uppsala |
|  | Cronica |        |            | IFU Arena, Uppsala |
|  |         |        |            | IFU Arena, Uppsala |

|  | Cehia   | Anulat | Macedonia de Nord | Sportovní hala Baník Most, Most |
|  | Cronica |        |                   | Sportovní hala Baník Most, Most |
|  |         |        |                   | Sportovní hala Baník Most, Most |

### Grupa a 6-a
| Echipa  | M | V | E | Î | GM | GP | G   | Pct |
| ------- | - | - | - | - | -- | -- | --- | --- |
| Croația | 2 | 2 | 0 | 0 | 59 | 29 | +30 | 4   |
| Franța  | 2 | 2 | 0 | 0 | 61 | 34 | +27 | 4   |
| Islanda | 2 | 0 | 0 | 2 | 25 | 52 | −27 | 0   |
| Turcia  | 2 | 0 | 0 | 2 | 38 | 68 | −30 | 0   |

| 25 septembrie 2019 18:00 | Croația           | 29 − 8  | Islanda       | Sportska dvorana Gradski vrt, Osijek Asistență: 1.500 Arbitri: Chrzan, Janas |
| 25 septembrie 2019 18:00 | Ježić, Zadravec 6 | (14−3)  | Knútsdóttir 5 | Sportska dvorana Gradski vrt, Osijek Asistență: 1.500 Arbitri: Chrzan, Janas |
| 25 septembrie 2019 18:00 | 2×                | Cronica | 4×            | Sportska dvorana Gradski vrt, Osijek Asistență: 1.500 Arbitri: Chrzan, Janas |

| 25 septembrie 2019 20:00 | Franța    | 38 − 17 | Turcia            | Coliseum, Amiens Asistență: 2.700 Arbitri: Weijmans, Wolbertus |
| 25 septembrie 2019 20:00 | Bouquet 6 | (15−9)  | Karaçam, Yılmaz 3 | Coliseum, Amiens Asistență: 2.700 Arbitri: Weijmans, Wolbertus |
| 25 septembrie 2019 20:00 | 2×        | Cronica | 4× 1×             | Coliseum, Amiens Asistență: 2.700 Arbitri: Weijmans, Wolbertus |

| 29 septembrie 2019 16:00 | Islanda       | 17 − 23 | Franța    | Íþróttamiðstöð Hauka, Hafnarfjörður Asistență: 901 Arbitri: Nygaard, Pedersen |
| 29 septembrie 2019 16:00 | Knútsdóttir 6 | (10−13) | Niombla 5 | Íþróttamiðstöð Hauka, Hafnarfjörður Asistență: 901 Arbitri: Nygaard, Pedersen |
| 29 septembrie 2019 16:00 |               | Cronica | 2×        | Íþróttamiðstöð Hauka, Hafnarfjörður Asistență: 901 Arbitri: Nygaard, Pedersen |

| 29 septembrie 2019 18:00 | Turcia   | 21 − 30 | Croația    | Porsuk Spor Salonu, Eskişehir Asistență: 1.300 Arbitri: Xhema, Jahja |
| 29 septembrie 2019 18:00 | Toprak 4 | (8−16)  | Blažević 8 | Porsuk Spor Salonu, Eskişehir Asistență: 1.300 Arbitri: Xhema, Jahja |
| 29 septembrie 2019 18:00 | 7× 2×    | Cronica | 5× 1×      | Porsuk Spor Salonu, Eskişehir Asistență: 1.300 Arbitri: Xhema, Jahja |

|  | Croația | Anulat | Franța | Dvorana Gradski Vrt, Osijek |
|  | Cronica |        |        | Dvorana Gradski Vrt, Osijek |
|  |         |        |        | Dvorana Gradski Vrt, Osijek |

|  | Islanda | Anulat | Turcia | Íþróttamiðstöð Haukar, Hafnarfjörður |
|  | Cronica |        |        | Íþróttamiðstöð Haukar, Hafnarfjörður |
|  |         |        |        | Íþróttamiðstöð Haukar, Hafnarfjörður |

|  | Franța  | Anulat | Croația | Axone, Montbéliard |
|  | Cronica |        |         | Axone, Montbéliard |
|  |         |        |         | Axone, Montbéliard |

|  | Turcia  | Anulat | Islanda | Amasya Spor Salonu, Amasya |
|  | Cronica |        |         | Amasya Spor Salonu, Amasya |
|  |         |        |         | Amasya Spor Salonu, Amasya |

|  | Turcia  | Anulat | Franța | Hasandağı Spor Salonu, Aksaray |
|  | Cronica |        |        | Hasandağı Spor Salonu, Aksaray |
|  |         |        |        | Hasandağı Spor Salonu, Aksaray |

|  | Islanda | Anulat | Croația | Íþróttamiðstöð Haukar, Hafnarfjörður |
|  | Cronica |        |         | Íþróttamiðstöð Haukar, Hafnarfjörður |
|  |         |        |         | Íþróttamiðstöð Haukar, Hafnarfjörður |

|  | Franța  | Anulat | Islanda | Palais des sports André-Brouat, Toulouse |
|  | Cronica |        |         | Palais des sports André-Brouat, Toulouse |
|  |         |        |         | Palais des sports André-Brouat, Toulouse |

|  | Croația | Anulat | Turcia | Slavonski Brod |
|  | Cronica |        |        | Slavonski Brod |
|  |         |        |        | Slavonski Brod |

### Grupa a 7-a
| Echipa         | M | V | E | Î | GM | GP | G   | Pct |
| -------------- | - | - | - | - | -- | -- | --- | --- |
| Polonia        | 2 | 2 | 0 | 0 | 55 | 42 | +13 | 4   |
| România        | 2 | 2 | 0 | 0 | 52 | 44 | +8  | 4   |
| Ucraina        | 2 | 0 | 0 | 2 | 50 | 54 | −4  | 0   |
| Insulele Feroe | 1 | 0 | 0 | 1 | 36 | 53 | −17 | 0   |

| 25 septembrie 2019 18:30 | România | 27 − 24 | Ucraina     | Sala „Dumitru Popescu Colibași”, Brașov Asistență: 2.700 Arbitri: Panayides, Andreou |
| 25 septembrie 2019 18:30 | Laslo 8 | (15−12) | Perederîi 8 | Sala „Dumitru Popescu Colibași”, Brașov Asistență: 2.700 Arbitri: Panayides, Andreou |
| 25 septembrie 2019 18:30 | 3×      | Cronica | 4× 3×       | Sala „Dumitru Popescu Colibași”, Brașov Asistență: 2.700 Arbitri: Panayides, Andreou |

| 25 septembrie 2019 20:30 | Polonia      | 28 − 16 | Insulele Feroe | Complexul Sportiv, Kwidzyn Asistență: 1.500 Arbitri: Buțkevici, Buțkevici |
| 25 septembrie 2019 20:30 | Kobylińska 7 | (12−8)  | Weyhe 4        | Complexul Sportiv, Kwidzyn Asistență: 1.500 Arbitri: Buțkevici, Buțkevici |
| 25 septembrie 2019 20:30 | 1× 3×        | Cronica | 3× 1×          | Complexul Sportiv, Kwidzyn Asistență: 1.500 Arbitri: Buțkevici, Buțkevici |

| 28 septembrie 2019 19:00 | Ucraina  | 26 − 27 | Polonia        | Palatul Sporturilor, Kiev Asistență: 2.200 Arbitri: Pandžić, Mošorinski |
| 28 septembrie 2019 19:00 | Savcin 9 | (14−14) | Kudłacz-Gloc 7 | Palatul Sporturilor, Kiev Asistență: 2.200 Arbitri: Pandžić, Mošorinski |
| 28 septembrie 2019 19:00 | 3× 2×    | Cronica | 1× 2×          | Palatul Sporturilor, Kiev Asistență: 2.200 Arbitri: Pandžić, Mošorinski |

| 29 septembrie 2019 17:00 | Insulele Feroe  | 20 − 25 | România    | Høllin á Hálsi, Tórshavn Asistență: 635 Arbitri: Smailagić, Smailagić |
| 29 septembrie 2019 17:00 | Hansen, Weyhe 5 | (12−11) | Buceschi 6 | Høllin á Hálsi, Tórshavn Asistență: 635 Arbitri: Smailagić, Smailagić |
| 29 septembrie 2019 17:00 | 2× 1×           | Cronica | 4× 1×      | Høllin á Hálsi, Tórshavn Asistență: 635 Arbitri: Smailagić, Smailagić |

Pe 13 martie 2020, Federația Europeană de Handbal a anunțat suspendarea tuturor competițiilor de club și echipe naționale până pe 12 aprilie 2020, în urma pandemiei mondiale de coronavirus COVID-19. Prin acord comun, Federația Română de Handbal și Federația Poloneză de Handbal au decis reprogramarea în luna iunie 2020 a celor două meciuri între echipele României și Poloniei. Pe 24 aprilie 2020, Federația Europeană de Handbal a anunțat că aceste etape au fost anulate.
|  | Polonia | Anulat | România | Hala widowiskowo-sportowa - RCS, Lubin |
|  | Cronica |        |         | Hala widowiskowo-sportowa - RCS, Lubin |
|  |         |        |         | Hala widowiskowo-sportowa - RCS, Lubin |

|  | Insulele Feroe | Anulat | Ucraina | Høllin À Hàlsi, Tórshavn |
|  | Cronica        |        |         | Høllin À Hàlsi, Tórshavn |
|  |                |        |         | Høllin À Hàlsi, Tórshavn |

|  | România | Anulat | Polonia | Sala Sporturilor „Olimpia”, Ploiești |
|  | Cronica |        |         | Sala Sporturilor „Olimpia”, Ploiești |
|  |         |        |         | Sala Sporturilor „Olimpia”, Ploiești |

|  | Ucraina | Anulat | Insulele Feroe | Complexul Sportiv „Lokomotiv”, Harkov |
|  | Cronica |        |                | Complexul Sportiv „Lokomotiv”, Harkov |
|  |         |        |                | Complexul Sportiv „Lokomotiv”, Harkov |

|  | Ucraina | Anulat | România | Complexul Sportiv „Lokomotiv”, Harkov |
|  | Cronica |        |         | Complexul Sportiv „Lokomotiv”, Harkov |
|  |         |        |         | Complexul Sportiv „Lokomotiv”, Harkov |

|  | Insulele Feroe | Anulat | Polonia |  |
|  | Cronica        |        |         |  |
|  |                |        |         |  |

|  | Polonia | Anulat | Ucraina | Hala Widowiskowo Sportowa, Koszalin |
|  | Cronica |        |         | Hala Widowiskowo Sportowa, Koszalin |
|  |         |        |         | Hala Widowiskowo Sportowa, Koszalin |

|  | România | Anulat | Insulele Feroe | Sala Sporturilor Traian, Râmnicu Vâlcea |
|  | Cronica |        |                | Sala Sporturilor Traian, Râmnicu Vâlcea |
|  |         |        |                | Sala Sporturilor Traian, Râmnicu Vâlcea |